# Семаи

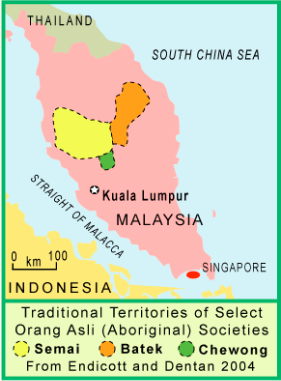
Жёлтым указаны области Полуостровной Малайзии, где проживают семаи

Семаи (также известны как маи-семаи или оранг-далам) — полуоседлый народ, проживающий в центре полуострова Малакка, Юго-Восточная Азия и известный приверженностью ненасилию. Они говорят на одноимённом языке, входящем в австроазиатскую языковую семью и тесно связанном с темиарским, на котором говорят проживающие неподалёку темиары. Семаи входят в число сенойских народов и являются одним из крупнейших коренных народов на полуострове и крупнейшим из сенойских народов.

## Происхождение

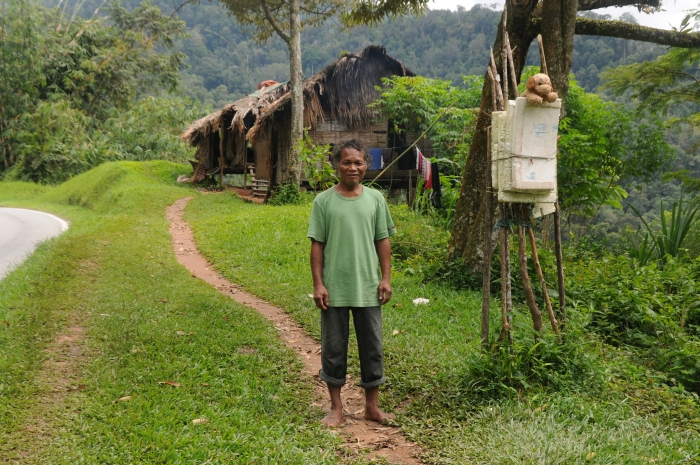
Семаец в Тапахе, штат Перак, Малайзия

Генетическое исследование, проведённое в 1995 году командой биологов из Национального университета Сингапура, показало близкое родство семаев и кхмеров Камбоджи. Это соответствует языковой ситуации семаев, язык которых принадлежит к австроазиатской семье (мон-кхмерской). Также семаи имеют более близкое родство с яванцами, чем со своими соседями на полуострове, малайцами.

## Культура

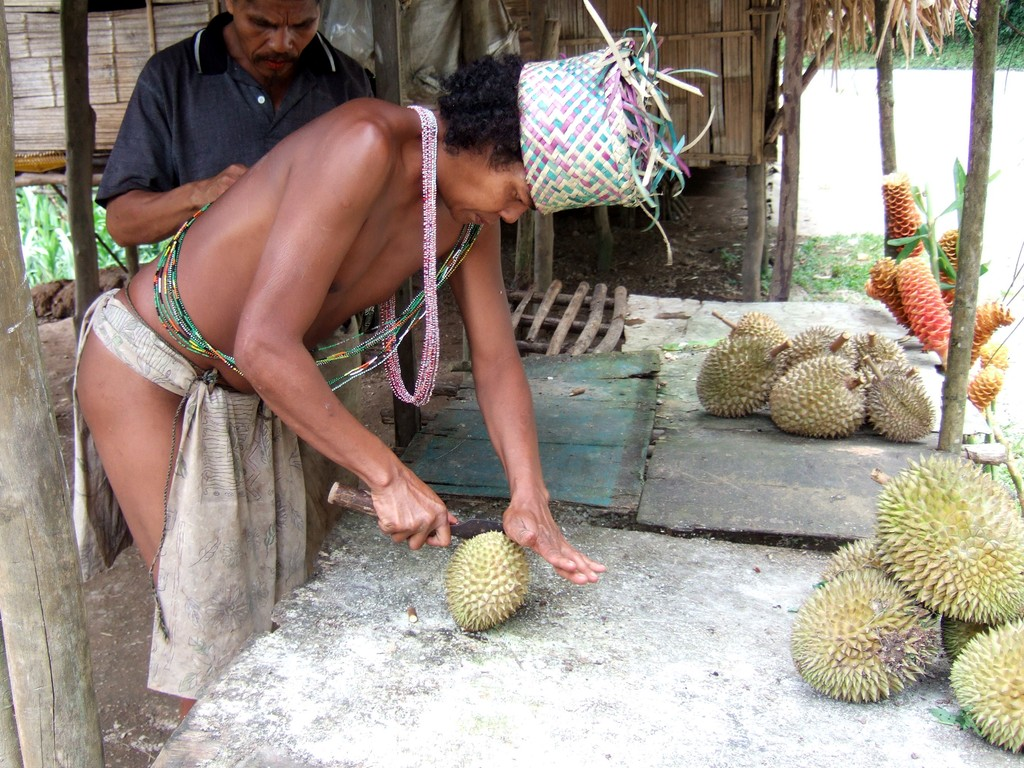
Семаец в традиционной одежде открывает фрукт дуриан в штате Паханг, Малайзия

Семаи — растениеводы, живущие по системе экономики дара. Они входят в число коренных народов Малайзии, вытесненных в горы пришедшими позднее и более технологически сильными народами. Они не имеют полиции или правительства. Согласно Дэнтану, взрослые семаи контролируются в основном на основании общественного мнения. Сами семаи говорят, что у них «нет начальников, но есть стыд». Хотя популярные и умеющие хорошо говорить люди имеют влияние в общественной политике, у семаев нет формальных лидеров.
Разногласия в семайском сообществе разрешаются проведением публичного собрания, бечараа (becharaa), в доме его главы. Это собрание может длиться днями и включает в себя подробное обсуждение причин и мотиваций и разрешение спора его участниками и всем сообществом, после чего глава собрания наказывает одному из или всем участникам спора не повторять своего поведения, чтобы не угрожать сообществу. Семаи имеют поговорку «есть больше причин бояться спора, чем тигра».
Дети семаев никогда не наказываются или принуждаются вопреки своей воле. Если родитель просит ребёнка что-либо сделать, а ребёнок говорит «я не хочу», вопрос закрывается. Однако родители-семаи используют страх перед незнакомцами и природные бедствия, такие как грозы и молнии, для контроля поведения детей, если это потребуется. Также распространена концепция, похожая на карму, о которой рассказывают детям в форме историй о духах и леших леса, которые дадут возмездие, если будет нарушена их нерушимость.
Детей также учат бояться собственных агрессивных импульсов. Концепция «менгала» (mengalah) или уступания является наиболее ценной для семаев, которых с детства учат уступать другим, чтобы сохранить мир и гармонию деревни. Игры детей-семаев несоревновательные.
В отношении пространства и собственности у семаев нет различия между общественным и частным пространством, и тем самым «западная концепция приватности, домашней или другой, не существует».
Семаи также известны традиционным танцем севанг (Sewang), который обычно исполняется при таких событиях, как празднование деторождения, похороны, церемония обрезания, излечение от болезней и для других суеверий, некоторые из которых могут длиться от 3 до 6 дней.

## Верования

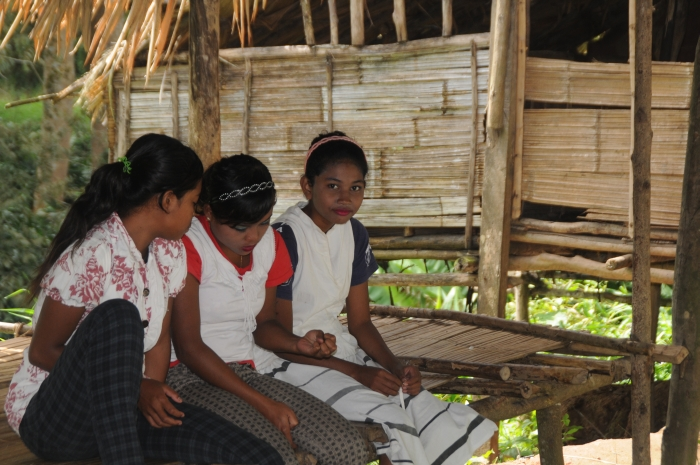
Подростки-семаи в Тапахе, штат Перак, Малайзия

Анимистские традиции семаев включают божество грома Энку (Enku). Маленькую безглазую змею называют повязкой Энку. Одним из наиболее важных существ, связываемых с громом, считаются наги, группа больших подземных драконов, которые разоряют деревни во время грозовых шквалов и ассоциируются с радугами. Для изгнания злых духов исполняется ритуал «чунта» (chuntah).

## Численность
| Год         | 1960   | 1965   | 1969   | 1974   | 1980   | 1991   | 1993   | 1996   | 2000   | 2003   | 2004   | 2010   |
| ----------- | ------ | ------ | ------ | ------ | ------ | ------ | ------ | ------ | ------ | ------ | ------ | ------ |
| Численность | 11 609 | 12 748 | 15 506 | 16 497 | 17 789 | 28 627 | 26 049 | 26 049 | 34 284 | 43 892 | 43 927 | 49 697 |